# St. Vigberti (Olbersleben)

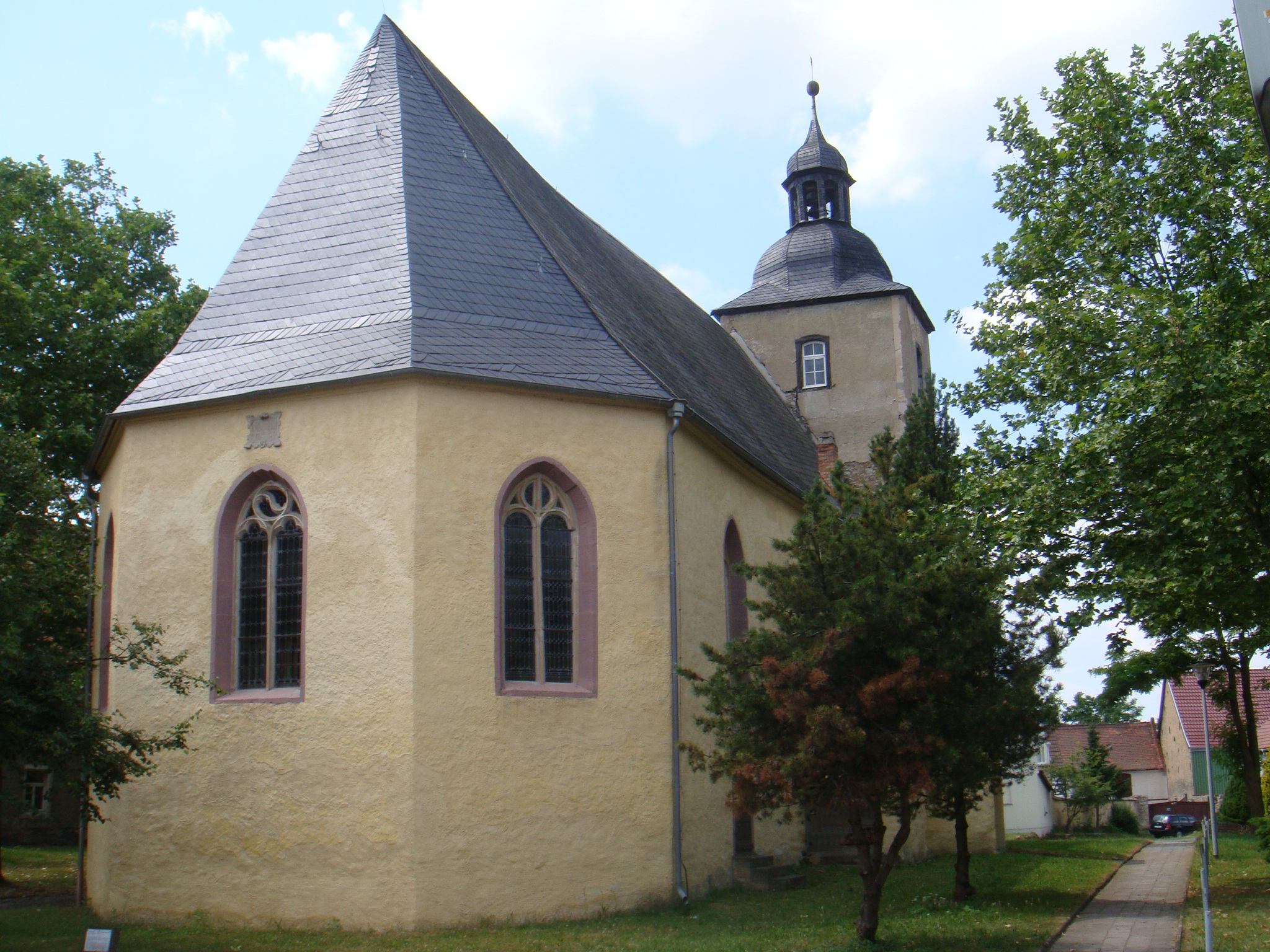
St. Vigberti

Die evangelisch-lutherische, denkmalgeschützte Kirche St. Vigberti steht in Olbersleben, einem Ortsteil der Landgemeinde Buttstädt im Landkreis Sömmerda in Thüringen. Die Kirchengemeinde Olbersleben gehört zum Pfarrbereich Rastenberg im Kirchenkreis Apolda-Buttstädt der Evangelischen Kirche in Mitteldeutschland.

## Beschreibung
Die stattliche Saalkirche wurde um 1500 anstelle eines Vorgängerbaus aus der Zeit um 1100 errichtet. Der polygonale Chor im Osten wurde zwischen 1550 und 1605 angebaut. Der Kirchturm im Westen ist nach Norden versetzt. Er trägt eine Haube, auf der eine Laterne sitzt. Der östliche Teil des mit einem schiefergedeckten Satteldach bedeckten Langhauses und der Chor haben Maßwerkfenster. Bei einem Umbau, auf einer Inschrift ist die Jahreszahl 1605 bezeugt, erhielt sie im Norden einen polygonalen Anbau mit einer einläufigen Freitreppe und im Süden einer zweiläufigen Treppe. Die Verdachung der Südtreppe wird von Balustern getragen. Sämtliche Portale von 1605 sind rundbogig.
Die Kirchenausstattung des 18. Jahrhunderts wurde weitgehend erneuert. Das Kirchenschiff hat dreiseitige, an den Langseiten zweigeschossige Emporen mit einer Loge im Süden von 1774. Der klassizistische Kanzelaltar von 1799 hat ein Akroterion über den Säulen. Das Taufbecken ist aus derselben Zeit. Die ursprüngliche Orgel mit 26 Registern, verteilt auf 2 Manuale und Pedal, die 1830 von Johann Christian Adam Gerhard gebaut wurde, ist nicht mehr vorhanden. Sie wurde durch eine Elektronische Orgel ersetzt.